# Мизрахи
Мизрахи (Мизрахи, което означава Източни евреи מזרחי; множествено число מזרחים Мизрахим „Източни“) – са евреи живели в Близкия изток и Северна Африка, както и имигрантите от тези страни, в Израел. Мизрахим включват преди всичко арабските евреи, както и персийски, грузински, Бухара, Индийски евреи. Исторически погледнато, понятието „мизрахим“ се появява като превод от арабската дума Mashriqiyyun (от арабски, Mashrek), която в арабския свят се използва за жителите на източната част на Арабския свят (Сирия, Ирак, Саудитска Арабия, Палестина, Ирак, Ливан, Египет, Йордания, Йемен и другите държави от залива), а западната част на Арабския свят се наричат Магреб (Maghrabiyyun), които включват (Египет по-малко, Либия, Тунис, Алжир, Мароко). Въпреки това, в Израел, с наименованието Мизрахи (или мн. ч. Мизрахим) са наричани всички евреи от арабския свят и Близкия изток, включително Етиопия, Иран, Индия, Пакистан, Афганистан и Турция, а Ашкенази са евреите от Европа. Този термин се използва активно от активисти Мизрахи в началото на 1990 и оттогава е широко разпространено наименование по популярност в Израел. Докато много мизрахи не използват този термин, предпочитайки вместо това наименование да посочат директно от коя страна са по произход: иракските евреи, тунизийски евреи, ирански евреи и др. Друго препятствие е въпросът за това дали да се включи в наименованието мизрахи и сефарадите, които след експулсиране си от Испания през 1492 се заселват в много страни в Близкия изток и Северна Африка. Докато в някои страни, те бързо се сливат с местните мизрахи евреи. А местните мизрахи евреи нарича себе си „musta'arabim“ („Арабизирани евреи"). Понякога терминът се използва в по-тесен кръг, което показва, че са само арабски евреи, като по този начин не се включи персийски, кавказки, кюрдиски и други евреи. Мизрахите по света са около 3,5 милиона, а в Израел те наброяват около 3 милиона от около 6 милионното еврейско население на Израел.